# 糠粃景天
糠粃景天（学名：Sedum ramentaceum）为景天科景天属下的一个种。

## 扩展阅读
維基物種上的相關：糠粃景天